# Sveriges Filatelistförbund
Sveriges Filatelistförbund är ett svenskt förbund som grundades 1886. Den har enskilda medlemmar och över 100 föreningar över hela landet. Förbundet vänder sig till samlare av frimärken, brev, vykort med mera. Kansliet finns sedan 2007 i Skillingaryd. Förbundet ger ut tidningen Filatelisten som utkommer 8 gånger per år.